# Élections législatives de 1993 dans le Cher
Les élections législatives françaises de 1993 se déroulent les 21 et 28 mars 1993. Dans le département du Cher, trois députés sont à élire dans le cadre de trois circonscriptions.

## Élus
| Circonscription | Député sortant       | Parti | Parti    | Député élu ou réélu   | Parti | Parti    |
| --------------- | -------------------- | ----- | -------- | --------------------- | ----- | -------- |
| 1re             | Jean-François Deniau |       | UDF (PR) | Jean-François Deniau  |       | UDF (PR) |
| 2e              | Jean-Claude Sandrier |       | PCF      | Franck Thomas-Richard |       | UDF (PR) |
| 3e              | Alain Calmat         |       | app. PS  | Serge Lepeltier       |       | RPR      |

## Positionnement des partis
Les candidats d'alliance RPR-UDF et divers droite se présentent sous la bannière de l'Union pour la France et ceux du Parti socialiste derrière l'Alliance des Français pour le Progrès. Par ailleurs, Les Verts et Génération écologie s'unissent sous l'étiquette Entente des écologistes.

## Résultats

### Résultats à l'échelle du département
| Parti          | Parti                                 | Premier tour | Premier tour | Second tour | Second tour | Sièges |
| Parti          | Parti                                 | Voix         | %            | Voix        | %           | Sièges |
| -------------- | ------------------------------------- | ------------ | ------------ | ----------- | ----------- | ------ |
|                | Union pour la démocratie française    | 36 473       | 24,67        | 53 768      | 36,34       | 2      |
|                | Rassemblement pour la République      | 19 044       | 12,88        | 30 895      | 20,88       | 1      |
|                | Divers droite                         | 7 301        | 4,94         |             |             | 0      |
|                | Union pour la France                  | 62 818       | 42,49        | 84 663      | 57,22       | 3      |
|                |                                       |              |              |             |             |        |
|                | Parti socialiste                      | 18 474       | 12,50        | 25 131      | 16,98       | 0      |
|                | Alliance des français pour le progrès | 18 474       | 12,50        | 25 131      | 16,98       | 0      |
|                |                                       |              |              |             |             |        |
|                | Génération écologie                   | 8 080        | 5,47         |             |             | 0      |
|                | Les Verts                             | 2 866        | 1,94         | 0           |             |        |
|                | Entente des écologistes               | 10 946       | 7,40         |             |             | 0      |
|                |                                       |              |              |             |             |        |
|                | Parti communiste français             | 27 762       | 18,78        | 38 171      | 25,80       | 0      |
|                | Front national                        | 17 258       | 11,67        |             |             | 0      |
|                | Le Trèfle - Les nouveaux écologistes  | 4 403        | 2,98         | 0           |             |        |
|                | Lutte ouvrière                        | 4 316        | 2,92         | 0           |             |        |
|                | Divers dont PLN                       | 942          | 0,64         | 0           |             |        |
|                | Mouvement des citoyens                | 911          | 0,62         | 0           |             |        |
|                |                                       |              |              |             |             |        |
| Inscrits       | Inscrits                              | 227 216      | 100,00       | 227 142     | 100,00      | 3      |
| Abstentions    | Abstentions                           | 70 646       | 31,09        | 68 634      | 30,22       |        |
| Votants        | Votants                               | 156 570      | 68,91        | 158 508     | 69,78       |        |
| Blancs et nuls | Blancs et nuls                        | 8 740        | 5,58         | 10 543      | 6,65        |        |
| Exprimés       | Exprimés                              | 147 830      | 94,42        | 147 965     | 93,35       |        |

### Résultats par circonscription

#### Première circonscription (Bourges - Aubigny-sur-Nère)
| Candidat       | Candidat                           | Parti          | Premier tour | Premier tour | Second tour | Second tour |  |
| Candidat       | Candidat                           | Parti          | Voix         | %            | Voix        | %           |  |
| -------------- | ---------------------------------- | -------------- | ------------ | ------------ | ----------- | ----------- |  |
|                | Jean-François Deniau sortant réélu | UDF (PR)       | 24 187       | 49,55        | 30 326      | 64,65       |  |
|                | Maxime Camuzat                     | PCF            | 7 716        | 15,81        | 16 582      | 35,35       |  |
|                | Jean d'Ogny                        | FN             | 6 019        | 12,33        |             |             |  |
|                | Pierre Houques                     | PS (ADFP)      | 4 950        | 10,14        |             |             |  |
|                | Joël Crotte                        | Les Verts (EÉ) | 2 866        | 5,87         |             |             |  |
|                | Sylvie Cerveau                     | LO             | 1 421        | 2,91         |             |             |  |
|                | Romain Banquet                     | LT-LNÉ         | 1 410        | 2,89         |             |             |  |
|                | Claude Pham-Trong                  | PLN            | 243          | 0,5          |             |             |  |
|                |                                    |                |              |              |             |             |  |
| Inscrits       | Inscrits                           | Inscrits       | 74 074       | 100,00       | 74 058      | 100,00      |  |
| Abstentions    | Abstentions                        | Abstentions    | 22 474       | 30,34        | 23 642      | 31,92       |  |
| Votants        | Votants                            | Votants        | 51 600       | 69,66        | 50 416      | 68,08       |  |
| Blancs et nuls | Blancs et nuls                     | Blancs et nuls | 2 788        | 5,4          | 3 508       | 6,96        |  |
| Exprimés       | Exprimés                           | Exprimés       | 48 812       | 94,6         | 46 908      | 93,04       |  |

#### Deuxième  circonscription (Vierzon)
| Candidat       | Candidat                  | Parti          | Premier tour | Premier tour | Second tour | Second tour |  |
| Candidat       | Candidat                  | Parti          | Voix         | %            | Voix        | %           |  |
| -------------- | ------------------------- | -------------- | ------------ | ------------ | ----------- | ----------- |  |
|                | Jacques Rimbault sortant  | PCF            | 12 304       | 28,24        | 21 589      | 47,94       |  |
|                | Franck Thomas-Richard élu | UDF (PR)       | 12 286       | 28,2         | 23 442      | 52,06       |  |
|                | François Scheid           | FN             | 5 389        | 12,37        |             |             |  |
|                | Jean Rousseau             | GÉ (EÉ)        | 4 128        | 9,47         |             |             |  |
|                | Max Albizatti             | diss. UDF      | 3 093        | 7,1          |             |             |  |
|                | André Gagneux             | PS (ADFP)      | 2 221        | 5,1          |             |             |  |
|                | Jean-Pierre Baguette      | LT-LNÉ         | 1 394        | 3,2          |             |             |  |
|                | Colette Cordat            | LO             | 1 150        | 2,64         |             |             |  |
|                | Claude Debéda             | MDC            | 911          | 2,09         |             |             |  |
|                | Hatuey Berdasco           | Divers         | 699          | 1,6          |             |             |  |
|                |                           |                |              |              |             |             |  |
| Inscrits       | Inscrits                  | Inscrits       | 68 335       | 100,00       | 68 308      | 100,00      |  |
| Abstentions    | Abstentions               | Abstentions    | 22 182       | 32,46        | 20 407      | 29,87       |  |
| Votants        | Votants                   | Votants        | 46 153       | 67,54        | 47 901      | 70,13       |  |
| Blancs et nuls | Blancs et nuls            | Blancs et nuls | 2 578        | 5,59         | 2 870       | 5,99        |  |
| Exprimés       | Exprimés                  | Exprimés       | 43 575       | 94,41        | 45 031      | 94,01       |  |

#### Troisième circonscription (Saint-Amand-Montrond)
| Candidat       | Candidat             | Parti          | Premier tour | Premier tour | Second tour | Second tour |  |
| Candidat       | Candidat             | Parti          | Voix         | %            | Voix        | %           |  |
| -------------- | -------------------- | -------------- | ------------ | ------------ | ----------- | ----------- |  |
|                | Serge Lepeltier élu  | RPR (UPF)      | 19 044       | 34,35        | 30 895      | 55,14       |  |
|                | Alain Calmat sortant | PS (ADFP)      | 11 303       | 20,39        | 25 131      | 44,86       |  |
|                | Jean-Claude Sandrier | PCF            | 7 742        | 13,96        |             |             |  |
|                | François Drougard    | FN             | 5 850        | 10,55        |             |             |  |
|                | Philippe de Bonneval | Divers droite  | 4 208        | 7,59         |             |             |  |
|                | Yves Barrière        | GÉ (EÉ)        | 3 952        | 7,13         |             |             |  |
|                | Michèle Perronnet    | LO             | 1 745        | 3,15         |             |             |  |
|                | Françoise Raduget    | LT-LNÉ         | 1 599        | 2,88         |             |             |  |
|                |                      |                |              |              |             |             |  |
| Inscrits       | Inscrits             | Inscrits       | 84 807       | 100,00       | 84 776      | 100,00      |  |
| Abstentions    | Abstentions          | Abstentions    | 25 990       | 30,65        | 24 585      | 29          |  |
| Votants        | Votants              | Votants        | 58 817       | 69,35        | 60 191      | 71          |  |
| Blancs et nuls | Blancs et nuls       | Blancs et nuls | 3 374        | 5,74         | 4 165       | 6,92        |  |
| Exprimés       | Exprimés             | Exprimés       | 55 443       | 94,26        | 56 026      | 93,08       |  |